# Egy jóravaló ház
Az Egy jóravaló ház (eredeti cím: The Good House) 2021-ben bemutatott amerikai filmdráma, amelyet saját forgatókönyvükből Maya Forbes és Wally Wolodarsky rendezett, Ann Leary azonos című regénye alapján. A főbb szerepekben Sigourney Weaver, Kevin Kline, Morena Baccarin, Rob Delaney és Beverly D’Angelo látható.
Az Amerikai Egyesült Államokban 2022. szeptember 30-án mutatták be a mozikban.

## Cselekmény
Hildy Good egykor Wendover legvirágzóbb ingatlanügynöke volt, válása után nehéz időszakon ment keresztül, és családja nyomására elvonóra ment alkoholizmusa miatt. Korábbi asszisztense, Wendy ellopta az ügyfeleit, amíg ő rehabilitáción volt. Hildy megpróbál segíteni egy helyi családnak (amelynek gyermeke autista) eladni a házukat, hogy elköltözhessenek, és beírathassák a fiút egy speciális iskolába, miközben meggyőzi volt barátját, Franket a ház felújításáról. Kapcsolata Frankkel újra fellángol, de a ház eladása nem sikerül; ráadásul rájön, hogy korábbi ügyfeleit ismét ellopta Wendy.
Hildy összebarátkozik Rebeccával. Rájön, Rebeccának és a helyi pszichológus Peternek viszonya van, de megígéri, hogy nem fedi fel a titkukat. Hildy továbbra is egyedül iszik a napsütésben való tartózkodás helyett. Peter megkéri a ház eladására, de arra is kéri, ne beszéljen erről senkinek. Hildy feltételezi, ez azt jelentheti, hogy a nő válást fog kezdeményezni. Hildy elhatározza, nem iszik többet, és egy ideig kerüli az alkoholt, de rájön, Peter eladja a házát, és helyette Wendyt választja ingatlanügynökként. Szembeszáll vele, és azt mondja, hogy tönkreteszi a karrierjét, ha átadja az eladást Wendynek, ezért megfenyegeti őt, kihasználva a róla és Rebeccáról szóló információkat. Hildy el tudja adni a házát, így az eladásból átveszi a nagy birtokot, amelyet a Santorelli testvérek építettek Wendoverben. Velük ünnepel, egy idő után megissza az első korty alkoholt, és utána már nem tudja abbahagyni. Részegen Frank házához hajt, és azt mondja neki, hogy ünnepelniük kell. Frank elveszi a kulcsokat, és felajánlja, hogy hazaviszi, de a nő dühös lesz, és visszautasítja, mondván, inkább gyalog megy.
Másnap Frank ébreszti fel, megmutatja neki a felhajtón álló autót, amelynek az eleje megsérült. Miután a pótkulcsot magához veszi, visszatér otthonába. A barátnője autista fia eltűnt, és a legrosszabbtól tartanak. Frank elrejti az autóját, majd elindul, hogy segítsen a gyermek keresésében. Hildy a konyhába megy italért, és elbeszélget Peterrel. A rendőrök egy holttestet találnak a vízben: a holttest Peteré. Ez azt jelenti, Hildy és Peter beszélgetése hallucináció volt; a nő ekkor összeomlik, segítségért könyörögve. Jake-et, az autista fiút Rebecca épségben megtalálja, és hazaviszi. Frank megmutatja Hildynek a hajóját, amelyet a hadseregben töltött idő után egy roncstelepen talált. Hildy ezúttal önként megy elvonóra, és elfogadja, hogy valóban alkoholproblémái vannak. A film végén Frankkel együtt hajókáznak, amelyet Frank készített neki, amikor még fiatalok voltak.

## Szereplők
| Szerep             | Színész                    | Magyar hang           |
| ------------------ | -------------------------- | --------------------- |
| Hildy Good         | Sigourney Weaver           | Menszátor Magdolna    |
| Hildy Good         | Isabelle Trudel (fiatalon) |                       |
| Frank Getchell     | Kevin Kline                | Viczián Ottó          |
| Rebecca McAllister | Morena Baccarin            | Németh Borbála        |
| Peter Newbold      | Rob Delaney                | Barabás Kiss Zoltán   |
| Mamie Lang         | Beverly D’Angelo           | Orosz Anna            |
| Scott Good         | David Rasche               | Rosta Sándor          |
| Tess Good          | Rebecca Henderson          | Nemes Takách Kata     |
| Emily Good         | Molly Brown                | Csifó Dorina          |
| Brian McAllister   | Kelly AuCoin               | Gubányi György István |
| Wendy Heatherton   | Kathryn Erbe               |                       |
| Henry Barlow       | Paul Guilfoyle             |                       |

### Magyar változat
- Magyar szöveg: Vándor Lina Kata
- Felvevő hangmérnök: Darvas Bence
- Hangmérnök és vágó: Hegyessy Ákos
- Gyártásvezető: Mészáros Szilvia
- Szinkronrendező: Berzsenyi Zoltán
- Produkciós vezető: Legény Judit

A szinkront a Laborfilm szinkronstúdió készítette el.

## A film készítése
2019. szeptember 23-án jelentették be, hogy Kanadában megkezdődött a projekt forgatása. Maya Forbes és Wally Wolodarsky a forgatókönyv megírása mellett a rendezést is vállalta, a főszerepeket pedig Sigourney Weaver és Kevin Kline kapta. A következő hónapban Morena Baccarin, Rob Delaney, Beverly D’Angelo, David Rasche és Rebecca Henderson csatlakozott a stábhoz. 2019. november 5-én Kelly AuCoin és Kathryn Erbe csatlakozott a szereplőgárdához.

## Bemutató
A film világpremierje a 2021-es Torontói Nemzetközi Filmfesztiválon volt 2021. szeptember 15-én. Eredetileg a Universal Pictures forgalmazta volna az Egyesült Államokban és néhány más nemzetközi területen, de később azt mondták, hogy a film amerikai jogai értékesítésre kerültek. 2022. június 13-án, napokkal a film június 18-i, Tribeca Filmfesztiválon történő bemutatója előtt a Lions Gate Entertainment és a Roadside Attractions megvásárolta a film észak-amerikai forgalmazási jogait. A Tribeca bemutatóját követően még ugyanabban az évben, szeptember 30-án került a mozikba.
A film 2022. október 18-án jelent meg Video on Demand-on, majd 2022. november 22-én Blu-ray és DVD kiadásban.